# Listă de filme alb-negru care au fost colorate
Aceasta este o listă de filme alb-negru care au fost colorizate ulterior:
| Filme                                                            | Premiera | Anul colorării / Compania care a colorat filmul                                   |
| ---------------------------------------------------------------- | -------- | --------------------------------------------------------------------------------- |
| 20 Million Miles to Earth                                        | 1957     | - ? (Legend Films)                                                                |
| 30 Seconds over Tokyo                                            | 1944     | - ? (Turner Colorised Classic)                                                    |
| 36 Hours                                                         | 1965     | - ? (Turner Colorised Classic)                                                    |
| The Absent-Minded Professor                                      | 1961     | - ?                                                                               |
| All About Eve                                                    | 1950     | - ?                                                                               |
| An Ache in Every Stake                                           | 1941     | - ?                                                                               |
| Across the Pacific                                               | 1942     | - ? (Turner Colorised Classic)                                                    |
| Action in the North Atlantic                                     | 1943     | - ? (Turner Colorised Classic)                                                    |
| Africa Screams                                                   | 1949     | - ?                                                                               |
| Air Force                                                        | 1943     | - ? (Turner Colorised Classic)                                                    |
| Angels with Dirty Faces                                          | 1938     | - ?                                                                               |
| Arsenic and Old Lace                                             | 1944     | - ?                                                                               |
| The Asphalt Jungle                                               | 1950     | - ?                                                                               |
| Babes in Toyland                                                 | 1934     | 1991 (American Film Technologies) 2008 (Legend Films)                             |
| Baby Burlesks                                                    | 1931     | - ?                                                                               |
| The Bachelor and the Bobby-Soxer                                 | 1947     | - ?                                                                               |
| Back to Bataan                                                   | 1945     | - ?                                                                               |
| Bataan                                                           | 1943     | - ? (Turner Colorised Classic)                                                    |
| Beer Barrel Polecats                                             | 1946     | - ?                                                                               |
| Beyond Tomorrow                                                  | 1940     | - ?                                                                               |
| The Big Steal                                                    | 1949     | - ?                                                                               |
| Blue Steel                                                       | 1934     | - ?                                                                               |
| Bride of the Monster                                             | 1956     | - ?                                                                               |
| Brideless Groom                                                  | 1947     | - ?                                                                               |
| Bright Eyes                                                      | 1934     | - ?                                                                               |
| Bringing Up Baby                                                 | 1938     | - ?                                                                               |
| Calling All Curs                                                 | 1939     | - ?                                                                               |
| Camille                                                          | 1936     | 1991                                                                              |
| Captain January                                                  | 1936     | - ?                                                                               |
| Captain Blood                                                    | 1935     | - ?                                                                               |
| Carnival of Souls                                                | 1962     | - ?                                                                               |
| Casablanca                                                       | 1942     | 1980s                                                                             |
| The Chimp                                                        | 1932     | - ?                                                                               |
| A Chump at Oxford                                                | 1940     | - ?                                                                               |
| Cinderella                                                       | 1947     | 2009                                                                              |
| Creature from the Haunted Sea                                    | 1961     | - ?                                                                               |
| County Hospital                                                  | 1932     | - ?                                                                               |
| Dementia 13                                                      | 1963     | - ?                                                                               |
| The Devil-Doll                                                   | 1936     | - ?                                                                               |
| Disorder in the Court                                            | 1936     | - ?                                                                               |
| Dopey Dicks                                                      | 1950     | - ?                                                                               |
| Dr. Jekyll and Mr. Hyde                                          | 1941     | - ?                                                                               |
| Earth vs. the Flying Saucers                                     | 1956     | - ? (Legend Films)                                                                |
| The Fighting 69th                                                | 1940     | - ? (Turner Colorised Classic)                                                    |
| Only Old Men Are Going to Battle                                 | 1973     | 2009 (Grading Dimension Pictures)                                                 |
| Fort Apache                                                      | 1948     | - ?                                                                               |
| Flying Tigers                                                    | 1942     | - ?                                                                               |
| Gaslight                                                         | 1944     | - ?                                                                               |
| The Giant Gila Monster                                           | 1959     | - ?                                                                               |
| Godzilla, King of the Monsters!                                  | 1956     | - ?                                                                               |
| The Gospel According to St. Matthew                              | 1964     | - ?                                                                               |
| The Great Rupert                                                 | 1950     | - ?                                                                               |
| Gunga Din                                                        | 1939     | - ?                                                                               |
| Helpmates                                                        | 1932     | 1983 (Hal Roach Studios)                                                          |
| High Noon                                                        | 1952     | - ?                                                                               |
| High Sierra                                                      | 1941     | - ?                                                                               |
| Holiday Inn                                                      | 1942     | - ?                                                                               |
| House on Haunted Hill                                            | 1959     | - ?                                                                               |
| Hum Dono                                                         | 1961     | 2011                                                                              |
| I'll Never Heil Again                                            | 1941     | - ?                                                                               |
| Invasion of the Body Snatchers                                   | 1956     | - ?                                                                               |
| It's a Wonderful Life                                            | 1946     | 3 versions: 1986 (Hal Roach Studios) 1989 (Republic Pictures) 2007 (Legend Films) |
| The Jackie Robinson Story                                        | 1950     | - ?                                                                               |
| Jailhouse Rock                                                   | 1957     | - ?                                                                               |
| Jak rozpętałem drugą wojnę światową How I Unleashed World War II | 1970     | 2000                                                                              |
| Jolly Fellows                                                    | 1934     | 2010                                                                              |
| The Killer Shrews                                                | 1959     | - ?                                                                               |
| King Kong                                                        | 1933     | 1989                                                                              |
| The Last Man on Earth                                            | 1964     | - ?                                                                               |
| The Last of the Mohicans                                         | 1936     | - ?                                                                               |
| The Little Colonel                                               | 1935     | - ?                                                                               |
| The Little Shop of Horrors                                       | 1960     | - ?                                                                               |
| The Longest Day                                                  | 1962     | - ?                                                                               |
| The Lucky Texan                                                  | 1934     | - ?                                                                               |
| Malice in the Palace                                             | 1949     | - ?                                                                               |
| The Maltese Falcon                                               | 1941     | - ?                                                                               |
| The Mark of Zorro                                                | 1940     | - ?                                                                               |
| The Mask of Fu Manchu                                            | 1932     | - ?                                                                               |
| Maya Bazaar                                                      | 1957     | 2010 (Goldstone Technologies)                                                     |
| Men in Black                                                     | 1934     | - ?                                                                               |
| Mighty Joe Young                                                 | 1949     | - ?                                                                               |
| Miracle on 34th Street                                           | 1947     | - ?                                                                               |
| Missile to the Moon                                              | 1958     | - ?                                                                               |
| The Most Dangerous Game                                          | 1932     | - ? (Legend Films)                                                                |
| Movie Movie                                                      | 1978     | - ?                                                                               |
| Mughal-e-Azam                                                    | 1960     | 2004                                                                              |
| Mutiny on the Bounty                                             | 1935     | - ? (Turner Colorised Classic)                                                    |
| The Music Box                                                    | 1932     | 1986 (Hal Roach Studios)                                                          |
| My Man Godfrey                                                   | 1936     | - ?                                                                               |
| Naya Daur                                                        | 1957     | 2007                                                                              |
| A Night at the Opera                                             | 1935     | - ?                                                                               |
| Night of the Living Dead                                         | 1968     | 3 versions: 1978, 1986 and 2004                                                   |
| Ninotchka                                                        | 1939     | - ?                                                                               |
| No Census, No Feeling                                            | 1940     | - ?                                                                               |
| Objective Burma                                                  | 1945     | - ?                                                                               |
| The Outlaw                                                       | 1943     | - ?                                                                               |
| Phantom from Space                                               | 1953     | - ?                                                                               |
| The Phantom of the Opera                                         | 1925     | - ?                                                                               |
| The Phantom Planet                                               | 1961     | - ?                                                                               |
| The Philadelphia Story                                           | 1940     | - ?                                                                               |
| Plan 9 from Outer Space                                          | 1959     | 2005 (Legend Films)                                                               |
| Playing the Ponies                                               | 1937     | - ?                                                                               |
| Pop Goes the Easel                                               | 1935     | - ?                                                                               |
| Porky's Railroad                                                 | 1937     | - ?                                                                               |
| Pride of the Yankees                                             | 1942     | - ?                                                                               |
| Punch Drunks                                                     | 1934     | - ?                                                                               |
| Rebecca of Sunnybrook Farm                                       | 1932     | - ?                                                                               |
| Reefer Madness                                                   | 1936     | - ? (Legend Films)                                                                |
| Rio Grande                                                       | 1950     | - ?                                                                               |
| Room Service                                                     | 1938     | - ?                                                                               |
| Sagebrush Trail                                                  | 1933     | - ?                                                                               |
| Sands of Iwo Jima                                                | 1950     | - ?                                                                               |
| San Francisco                                                    | 1936     | - ?                                                                               |
| Santa Fe Trail                                                   | 1940     | - ?                                                                               |
| Sami swoi Our Folks                                              | 1967     | 2000                                                                              |
| Scrooge a.k.a. A Christmas Carol                                 | 1951     | - ?                                                                               |
| The Sea Hawk                                                     | 1940     | - ?                                                                               |
| Sergeant York                                                    | 1941     | - ? (Turner Colorised Classic)                                                    |
| Seventeen Moments of Spring                                      | 1973     | 2009                                                                              |
| The Shaggy Dog                                                   | 1959     | 2006                                                                              |
| She                                                              | 1935     | - ? (Legend Films)                                                                |
| Sherlock Holmes and the Secret Weapon                            | 1935     | - ?                                                                               |
| Sing a Song of Six Pants                                         | 1947     | - ?                                                                               |
| The Sitter Downers                                               | 1937     | - ?                                                                               |
| Some Like It Hot                                                 | 1959     | 2011                                                                              |
| Son of Flubber                                                   | 1963     | 1997                                                                              |
| The Son of Kong                                                  | 1933     | - ?                                                                               |
| Stand Up and Cheer!                                              | 1934     | - ?                                                                               |
| Susannah of the Mounties                                         | 1939     | - ?                                                                               |
| Suspicion                                                        | 1941     | - ?                                                                               |
| Swing Parade of 1946                                             | 1946     | - ?                                                                               |
| Swiss Miss                                                       | 1938     | - ?                                                                               |
| Terror by Night                                                  | 1946     | - ?                                                                               |
| The Roaring Twenties                                             | 1939     | - ?                                                                               |
| They Were Expendable                                             | 1945     | - ?                                                                               |
| The Thing from Another World a.k.a. The Thing                    | 1951     | - ?                                                                               |
| Things to Come                                                   | 1936     | - ?                                                                               |
| Topper                                                           | 1937     | - ? (Hal Roach Studios)                                                           |
| Topper Returns                                                   | 1938     | - ? (Hal Roach Studios)                                                           |
| The Treasure of Sierra Madre                                     | 1948     | - ? (Turner Colorised Classic)                                                    |
| Treasure Island                                                  | 1934     | - ?                                                                               |
| Violent is the Word for Curly                                    | 1938     | - ?                                                                               |
| Volga-Volga                                                      | 1938     | 2010                                                                              |
| The Wages of Fear                                                | 1953     | 1980s, French TV channel TMC                                                      |
| Waterloo Bridge                                                  | 1940     | - ?                                                                               |
| Way Out West                                                     | 1937     | 1985 (Hal Roach Studios/Colorisation Inc)                                         |
| White Heat                                                       | 1949     | - ?                                                                               |
| White Zombie                                                     | 1932     | - ?                                                                               |
| Yankee Doodle Dandy                                              | 1942     | - ?                                                                               |
| You Nazty Spy!                                                   | 1940     | - ?                                                                               |
| Your Cheatin' Heart                                              | 1964     | - ?                                                                               |